# 골든플래닛
골든플래닛은 대한민국의 기업이다. 2006년 현 대표이사 김동성과 이승일 이사외 15명으로 구성된 기술진이 해외제품인 미니탭을 겨냥해 순수국내 기술로 통계분석솔루션을 개발하였다. 2009년 CRM 데이터마이닝 및 검색엔진 기술을 보유한 조영호 이사외 웹로봇 전문가들이 합류하여 KDMG C&I이라는 회사를 설립하였다. 이후 2010년 사명을 현 골든플래닛(GoldenPlanet)으로 변경하였다. 현재 빅데이터분석(소셜데이터분석) 솔루션인 중 Smart Cruncher를 2010년 출시하여 대형 오픈마켓, 공공기관, 대기업 등의 고객사에게 고객 가치 발굴 및 위기관리 모니터링 등의 사업을 하고 있다.
또한 2014년 6월 구글과 GACP(Google Analytics Certified Partner) 파트너 계약을 체결하였다.
구글 웹로그 분석 인증 파트너쉽(GACP) 프로그램을 획득한 기업은 전세계 시장을 대상으로 웹로그 분석구현, 분석서비스 및 웹사이트 테스트, 최적화 서비스를 제공하고, 나아가 종합적인 비즈니스 컨설팅까지 다양한 서비스를 제공한다. 골든플래닛은 구글 웹로그 분석 인증 파트너쉽(GACP) 을 획득을 계기로 기존에 보유한 스마트크런처, 허브스팟 솔루션에 구글애널리틱스 컨설팅 서비스를 통합해 인사이트 발굴 및 전략 수립, 인바운드마케팅 실행, 성과측정으로 이어지는 올인원 디지털 마케팅 플랫폼에 기반한 종합 비즈니스 컨설팅 서비스를 제공할 예정이다.
2018년에는 구글클라우드 기반의 통계분석, 자연어처리, 영상/이미지 분석/, 지능형 데이터 마이닝 및 예측분석 등의 기술을 활용해 기업 또는 기관의 ERP, CRM 등의 레거시 데이터와 소셜미디어 상의 텍스트,영상,이미지를 매쉬업 분석 서비스를 런칭함.